# DJK Gütersloh
Die DJK Gütersloh (offiziell: Deutsche Jugend-Kraft Gütersloh 1923 e. V.) ist ein Sportverein aus dem Gütersloher Stadtteil Kattenstroth. Der Verein verfügt über 13 Abteilungen mit knapp 700 Mitgliedern. Die erste Fußballmannschaft spielte von 1974 bis 1976 in der 2. Bundesliga und nahm einmal am DFB-Pokal teil. Heimspielstätte war das Heidewaldstadion. Die Fußballabteilung fusionierte am 12. Mai 1978 mit der von der SVA Gütersloh zum FC Gütersloh, dem Vorgängerverein des heutigen FC Gütersloh.

## Geschichte

### Strukturelle Entwicklung
Der Verein wurde im Jahre 1923 gegründet und änderte seinen Namen wenige Jahre später in VfK Gütersloh. Im Jahre 1935 trat der VfK dem Sportverein Arminia Gütersloh bei, der im August 1945 mit der Sportvereinigung 1918 Gütersloh zum SV Arminia Gütersloh fusionierte. Im Jahre 1953 spalteten sich die Vereine DJK Blau-Weiß Gütersloh und DJK Gütersloh-Süd vom SV Arminia Gütersloh ab. Während die DJK Blau-Weiß der Pankratiusgemeinde angehörte, war die DJK Süd in der Liebfrauengemeinde verankert. Beide Vereine gehörten dem Verband Deutsche Jugendkraft an und fusionierten im Jahre 1963 zur DJK Gütersloh. Die DJK Gütersloh bietet heute die Sportarten Kinder-/Breitensport, Laufsport, Tischtennis, Walking / Nordic Walking, Gymnastik / Fit ab 50, Billard, Volleyball, Badminton, Fußballtennis, Tanzsport, Jazz- & Modern / Contemporary und Ballett an. Im Jahre 2012 wurden die Abteilungen Tennis, Einrad und Fitness geschlossen. Weitere ehemalige Abteilungen waren Basketball, Leichtathletik, Rhythmische Sportgymnastik, Schwimmen und Sportakrobatik.

### Aufstieg in die Regionalliga (1963 bis 1969)

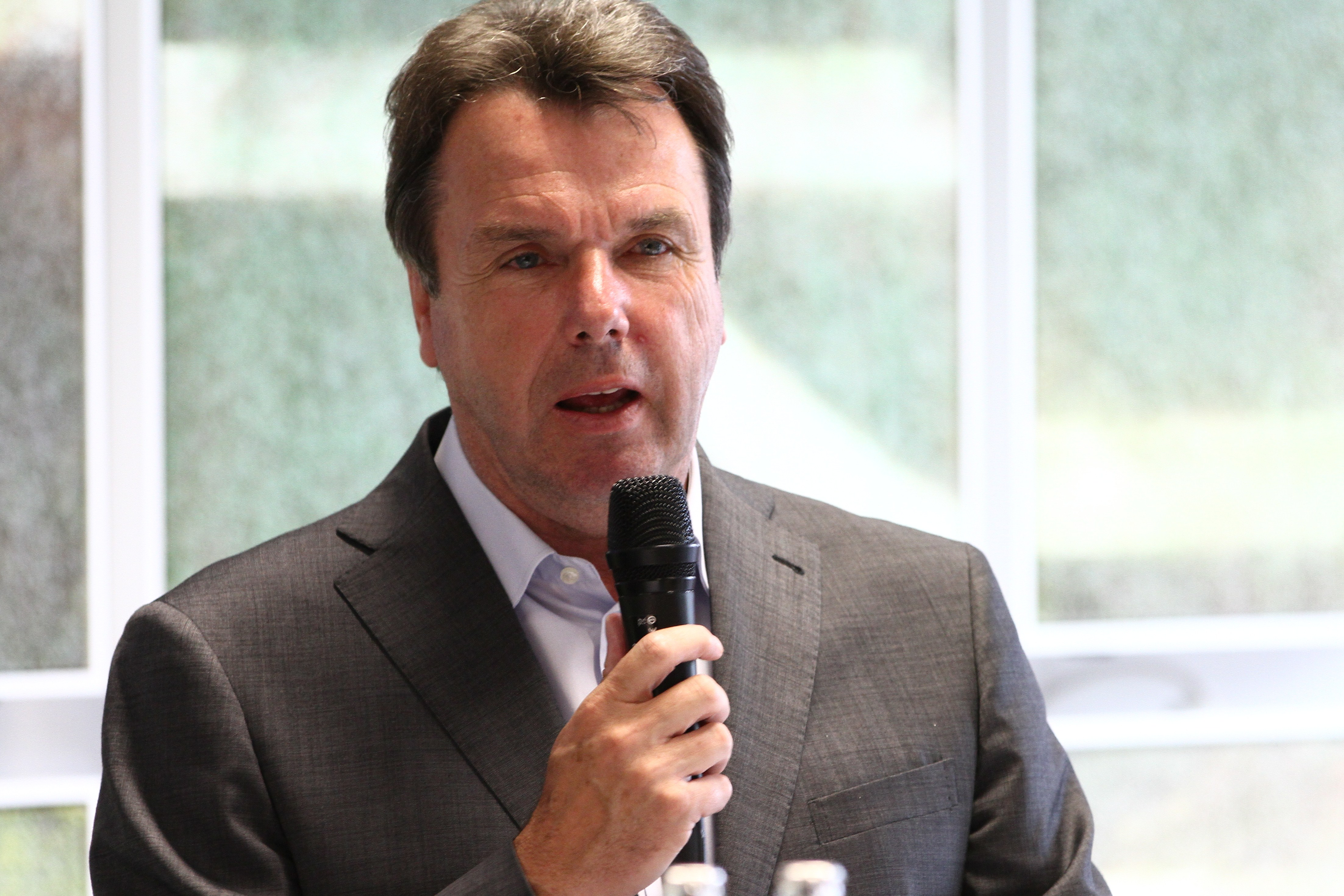
Heribert Bruchhagen spielte von 1968 bis 1978 für die DJK

Zeitgleich mit der Fusion gelang im Jahre 1963 erstmals der Aufstieg in die Bezirksklasse. Ein Jahr später begann der Möbelfabrikant Willy Stickling sein finanzielles Engagement bei den „Blauen“, wie die Spieler der DJK Gütersloh genannt wurden. Stickling hatte sich zuvor dem Lokalrivalen SVA angeboten, erhielt dort jedoch eine Abfuhr. Daraufhin holte er in den folgenden Jahren zahlreiche Spieler zum Verein, die laut Stickling „nicht alle wegen des schönen blauen Trikots zur DJK gekommen“ waren. Im Jahre 1965 stieg die DJK Gütersloh bereits in der Landesliga auf. Das Entscheidungsspiel um die Meisterschaft in der Bezirksklasse wurde im neutralen Brackwede gegen den VfL Schildesche mit 5:2 gewonnen. In der Landesliga wurden die Gütersloher zwei Jahre später Vizemeister hinter dem Lokalrivalen Arminia. In der Saison 1967/68 stieg die DJK Gütersloh, von den Anhängern der Arminia als „Kirchenelf“ verspottet, in die Verbandsliga auf. Auf Anhieb wurden die „Blauen“ unter ihrem neuen Trainer Günter Luttrop Meister ihrer Staffel und besiegten im Endspiel um die Westfalenmeisterschaft die SG Wattenscheid 09 im neutralen Hamm mit 3:1. Laut des damaligen DJK-Stürmers Heribert Bruchhagen wären die Wattenscheider nur mit ihrer „B-Elf“ angetreten, um die Stammkräfte für die Aufstiegsrunde zu schonen.
In der Aufstiegsrunde zur Regionalliga wurde die DJK Gütersloh zwar nur Dritter, profitierte aber davon, dass die West-Regionalligisten Rot-Weiß Oberhausen und Rot-Weiss Essen in die Bundesliga aufstiegen und somit ein zusätzlicher Platz in der Regionalliga frei wurde. Die Heimspiele in der Aufstiegsrunde musste die DJK Gütersloh in der TSG-Kampfbahn in Rheda austragen. Der Aufstieg in die Regionalliga war nicht unumstritten. Einige Puristen unter den Vereinsmitgliedern waren der Meinung, dass der Verein als Mitglied der Deutschen Jugendkraft im bezahlten Fußball nichts zu suchen hätte. Der Kicker stellte 1969 in einem Artikel über den Verein die Frage, seit wann „die Kirche etwas gegen Geld hätte“. Für die Regionalliga musste die Mannschaft ihre bisherige Heimspielstätte, den Ludwig-Wolker-Platz an der Schledebrückstraße verlassen und zog in das Heidewaldstadion um. Gleichzeitig begann der Kampf zwischen der DJK und dem SVA um die Vorherrschaft im Gütersloher Fußball, der vom Kicker als „Fußballkrieg“ bezeichnet wurde. Zu den Lokalderbys zwischen den beiden Vereinen kamen seinerzeit bis zu 10.000 Zuschauer in das Heidewaldstadion.

### In die Zweite Liga und zurück (1969 bis 1978)
Sportlich konnten sich die „Blauen“ im Mittelfeld der Regionalliga etablieren und erreichte in der Saison 1970/71 mit Rang acht die beste Platzierung. Höhepunkte waren neben den Derbys gegen den SVA und Arminia Bielefeld die Heimspiele gegen Borussia Dortmund, die die DJK Gütersloh in den Spielzeiten 1972/73 (2:1) und 1973/74 (2:0) jeweils für sich entscheiden konnte. Im Jahre 1974 qualifizierte sich die DJK Gütersloh unter Trainer Ernst Mareczek für die neu geschaffene 2. Bundesliga. Während der Sommerpause führte die Stadt Gütersloh auf Initiative des damaligen Stadtdirektors Gerd Wixforth Fusionsgespräche mit dem DJK-Vorsitzenden August Pötter und seinem SVA-Kollegen Ernst Altenpohl, die jedoch scheiterten. Damit die „Blauen“ überhaupt in der 2. Bundesliga auflaufen konnte gewährte die Stadt einen Kredit in Höhe von 180.000 D-Mark. Die Gewährung des Kredits war nicht unumstritten, die SPD und FDP waren dagegen, die CDU stimmte dafür.
Nach einem 14. Platz in der Saison 1974/75 unter Trainer Rudolf Schlott folgte ein Jahr später unter Trainer Karl-Heinz Feldkamp als Vorletzter der Abstieg in die Verbandsliga. Achtungserfolge erreichten die „Blauen“ durch ihren 3:2-Sieg gegen den Meister von 1975 Hannover 96 und einem 1:0-Auswärtssieg beim Meister Tennis Borussia Berlin ein Jahr später. Finanziell angeschlagen reichte es in der Verbandsliga nur noch für Platzierungen im Mittelfeld. Im Jahre 1978 qualifizierte sich die Mannschaft unter Trainer Gerd Roggensack als Achter für die neu geschaffene Oberliga Westfalen. Der punktgleiche Fusionspartner SVA Gütersloh war aufgrund der schlechteren Tordifferenz Neunter geworden. In der Oberliga Westfalen trat die DJK Gütersloh allerdings nicht mehr an. Das Spielrecht ging auf den Fusionsverein FC Gütersloh über.

### Die DJK im DFB-Pokal
Dreimal qualifizierte sich die DJK für den DFB-Pokal. Während die DJK in der Saison 1974/75 in der zweiten Runde mit 2:6 bei Rot-Weiss Essen ausschied, erreichte die Mannschaft in den beiden folgenden Jahren jeweils die dritte Runde. Rot-Weiss Essen sollte jedoch der einzige Pokalgegner aus der ersten Bundesliga bleiben. In der Saison 1975/76 schied die DJK nach einer 2:3-Niederlage bei Arminia Bielefeld aus, während ein Jahr später das Aus durch eine 0:6-Niederlage gegen den FC 08 Homburg erfolgte. Das Spiel gegen Homburg war das einzige Heimspiel in der DFB-Pokalgeschichte der DJK. Insgesamt absolvierte die DJK Gütersloh acht Spiele im DFB-Pokal, von denen fünf gewonnen und drei verloren wurden.
Die folgende Tabelle listet alle DFB-Pokalspiele der DJK Gütersloh auf. Grün unterlegte Ergebnisse kennzeichnen einen Sieg während rot unterlegte Ergebnisse eine Niederlage kennzeichnen.
| Saison  | Runde | Gegner              | Ort      | Ergebnis  | Tor(e) für die DJK              |
| ------- | ----- | ------------------- | -------- | --------- | ------------------------------- |
| 1974/75 | 1     | VfB Homberg         | Auswärts | 1:3       | Füllbier, Granitza, Riediger    |
| 1974/75 | 2     | Rot-Weiss Essen     | Auswärts | 6:2       | Granitza, Meis                  |
| 1975/76 | 1     | Spvgg Andernach     | Auswärts | 0:2       | Klein (2)                       |
| 1975/76 | 2     | TSV Kücknitz        | Auswärts | 0:1       | Rummenigge                      |
| 1975/76 | 3     | Arminia Bielefeld   | Auswärts | 3:2       | Oswald, Rummenigge              |
| 1976/77 | 1     | Hertha BSC Amateure | Auswärts | 0:2       | Oehlschläger, Pyka              |
| 1976/77 | 2     | TuS Feuchtwangen    | Auswärts | 2:3 n. V. | Hillebrandt, Oehlschläger, Pyka |
| 1976/77 | 3     | FC 08 Homburg       | Heim     | 0:6       | –                               |

## Statistik

### Erfolge
- Teilnahme am DFB-Pokal: 1974/75, 1975/76, 1976/77
- Westfalenmeister: 1969
- Meister der Verbandsliga Westfalen, Gr. 1: 1969
- Meister der Landesliga Westfalen, Gr. 5: 1968

### Saisonbilanzen
Grün unterlegte Platzierungen kennzeichnen einen Aufstieg während rot unterlegte Platzierungen auf Abstiege hinweisen. Bei gelb unterlegten Platzierungen hat sich die Mannschaft für eine Aufstiegsrunde qualifiziert.
| Saison          | Liga                                 | Level | Platz | S  | U  | N  | Tore  | Punkte | Westdeutscher Pokal | DFB-Pokal          |
| --------------- | ------------------------------------ | ----- | ----- | -- | -- | -- | ----- | ------ | ------------------- | ------------------ |
| 1963/64         | Bezirksklasse Westfalen, Gr. 2       | V     | 11.   | 07 | 09 | 10 | 36:44 | 23:29  | nicht qualifiziert  | nicht qualifiziert |
| 1964/65         | Bezirksklasse Westfalen, Gr. 2       | V     | 01.   | 22 | 03 | 05 | 95:39 | 47:13  | nicht qualifiziert  | nicht qualifiziert |
| 1965/66         | Landesliga Westfalen, Gr. 5          | IV    | 10.   | 11 | 04 | 13 | 51:60 | 26:30  | nicht qualifiziert  | nicht qualifiziert |
| 1966/67         | Landesliga Westfalen, Gr. 5          | IV    | 02.   | 20 | 06 | 04 | 58:20 | 44:14  | nicht qualifiziert  | nicht qualifiziert |
| 1967/68         | Landesliga Westfalen, Gr. 5          | IV    | 01.   | 19 | 07 | 04 | 47:24 | 45:15  | nicht qualifiziert  | nicht qualifiziert |
| 1968/69         | Verbandsliga Westfalen, Gr. 1        | III   | 01.   | 22 | 04 | 04 | 55:15 | 48:12  | nicht qualifiziert  | nicht qualifiziert |
| 1968/69         | Aufstiegsrunde zur Regionalliga West | III   | 03.   | 02 | 01 | 03 | 05:08 | 05:07  | nicht qualifiziert  | nicht qualifiziert |
| 1969/70         | Regionalliga West                    | II    | 10.   | 10 | 11 | 13 | 42:48 | 31:37  | 1. Runde            | nicht qualifiziert |
| 1970/71         | Regionalliga West                    | II    | 08.   | 14 | 05 | 15 | 49:58 | 33:35  | 2. Runde            | nicht qualifiziert |
| 1971/72         | Regionalliga West                    | II    | 13.   | 12 | 05 | 17 | 44:75 | 29:39  | 3. Runde            | nicht qualifiziert |
| 1972/73         | Regionalliga West                    | II    | 09.   | 14 | 09 | 11 | 51:56 | 37:31  | 2. Runde            | nicht qualifiziert |
| 1973/74         | Regionalliga West                    | II    | 09.   | 10 | 12 | 12 | 54:55 | 32:36  | Achtelfinale        | nicht qualifiziert |
| 1974/75 Details | 2. Bundesliga Nord                   | II    | 14.   | 11 | 10 | 17 | 57:63 | 32:44  | nicht ausgetragen   | 2. Runde           |
| 1975/76 Details | 2. Bundesliga Nord                   | II    | 19.   | 12 | 04 | 22 | 52:70 | 28:48  | nicht ausgetragen   | 3. Runde           |
| 1976/77         | Verbandsliga Westfalen, Gr. 1        | III   | 05.   | 14 | 10 | 10 | 55:50 | 38:30  | nicht ausgetragen   | 3. Runde           |
| 1977/78         | Verbandsliga Westfalen, Gr. 1        | III   | 08.   | 15 | 07 | 12 | 64:47 | 37:31  | nicht ausgetragen   | nicht qualifiziert |

## Persönlichkeiten

### Zweitligaspieler der DJK
Die folgende Liste führt alle Fußballspieler auf, die für die DJK Gütersloh mindestens ein Spiel in der 2. Bundesliga absolviert haben. Die erste Zahl in Klammern nennt die Anzahl der Spiele, die zweite Zahl die der Tore.
- Eduard Angele (46/2)
- Ulrich Braun (12/1)
- Hans-Georg Brinkrolf (58/0)
- Heribert Bruchhagen (48/6)
- Heinz Diesen (15/2)
- Harry Fechner (30/1)
- Alois Fortkord (17/1)
- Peter Füllbier (45/5)
- Lutz Gärtner (25/4)
- Karl-Heinz Granitza (21/5)
- Ulrich Granzow (76/0)
- Wolfgang Grübel (7/0)
- Peter Hillebrandt (14/0)
- Jürgen Klein (57/4)
- Dieter Meis (26/1)
- Pedro Milašinčić (18/2)
- Hans-Jürgen Neisen (10/0)
- Karl-Heinz Nonnenbruch (61/6)
- Walter Oswald (72/9)
- Michael Piwowarski (59/0)
- Michael Pyka (32/2)
- Peter Riediger (32/1)
- Gerd Roggensack (59/10)
- Norbert Röwekamp (7/0)
- Heinz Rudloff (59/29)
- Wolfgang Rummenigge (60/17)
- Dietmar Wiese (1/0)

### Weitere ehemalige Spieler
- Erwin Braun
- Manfred Gärtner
- Günter Groß
- Bodo Horstkotte
- Dieter Klever
- Peter Kracke
- Hans-Jürgen Kurrat
- Wilhelm Lipka
- Heinz Michallik
- Hans-Peter Miss
- Bernd Naschke
- Peter Neururer
- Ingo Peter
- Werner Rinass
- Kurt Ritter
- Bernhard Siefert
- Norbert Starzak
- Horst Staude
- Willi Wrenger

### Trainer
- Karl-Heinz Feldkamp (1975–1976)
- Günter Luttrop (1968–1971)
- Gerd Roggensack (1977–1978)
- Rudolf Schlott (1974–1975)

## Stadion

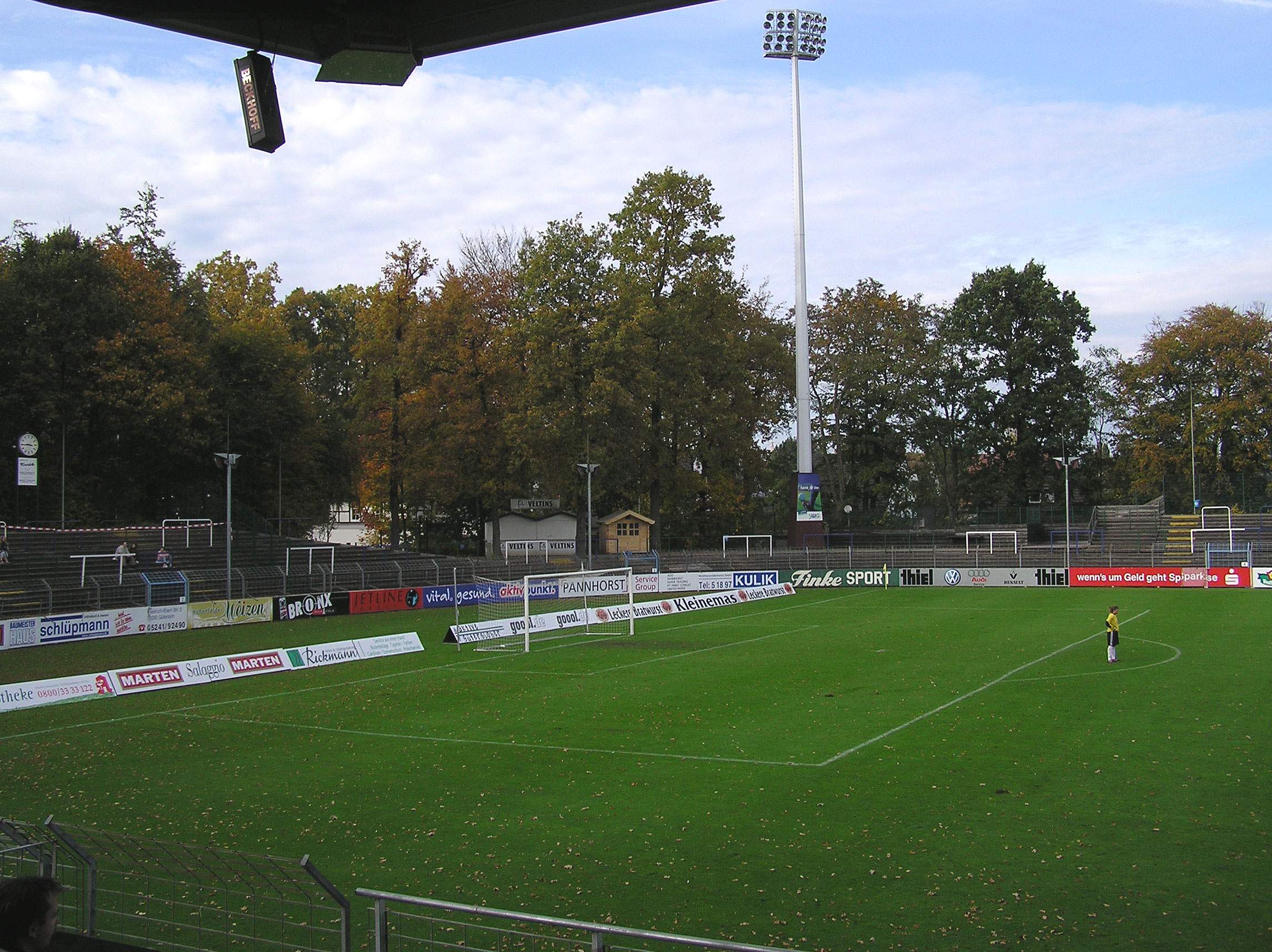
Heidewaldstadion, von der Sitzplatztribüne aus aufgenommen

Heimspielstätte der DJK Gütersloh war seit 1969 das Heidewaldstadion im Stadtteil Sundern. Das Stadion wurde im Jahre 1933 eröffnet und hieß bis 1945 Adolf-Hitler-Kampfbahn. Im Jahre 1972 wurde das Stadion für zwei Millionen Mark in ein reines Fußballstadion mit 15.000 Plätzen umgebaut. Die letzte Renovierung fand im Jahre 1997 statt. Heute liegt das Fassungsvermögen bei 8400 Plätzen. Die Haupttribüne bietet 1150 überdachte Sitzplätze. Während des Umbaus des Heidewaldstadions im Jahre 1972 wich die Gütersloh in das Stadion Brackwede aus, welches sich im heute zu Bielefeld gehörenden Brackwede befindet.
Vorher nutzte die DJK Gütersloh den Ludwig-Wolker-Platz an der Schledebrückstraße. Der Verein musste nach dem Aufstieg in die Regionalliga im Jahre 1969 den Platz verlassen, da dieser wegen der nicht vorhandenen Rasenoberfläche nicht regionalligatauglich war. Der Ludwig-Wolker-Platz wurde von 2004 bis 2007 von den Sportfreunden Kattenstroth genutzt, bevor die Anlage abgerissen und durch eine Schule und ein Neubaugebiet ersetzt wurde.